# 花子 (人名)
花子（はなこ）は、日本人女性の名前の一つ。また、それに由来する人名などの固有名詞。
男性の「太郎」と対をなす最も典型的な日本人女性の名前として知られる。第二次世界大戦中には特にこの傾向が強かった。だが、現在も一般的な名付けとして好まれる「太郎」とは異なり、「花子」は実際の女性名（本名）としてはあまり用いられず、現実の人名としては「華子」「花」などの方が一般的。物語などの登場人物や芸名に用いられることもある。
また、「太郎」と同様、書類の氏名欄の記入例の表示に多く用いられる。書類を発行する機関や企業などの名前を苗字として「○○花子」とする場合が多い。

## 名前に花子がつく有名人など
- トイレの花子さん - 怪談。
- 花子 (女優) - 明治から大正期にかけて欧米で活躍した女優。
- 山田花子 - 架空の個人名や芸名などとしてよく使用される。
- 山田花子 (漫画家) - 漫画家。
- 山田花子 (タレント) - タレント。
- 石井花子 - リヒャルト・ゾルゲの内縁の妻。
- 大島花子 - 歌手。
- 宮川花子 - 漫才師。

## 架空の人名
- 山吹花子 - 特撮『有言実行三姉妹シュシュトリアン』の登場キャラクター。

## 人名以外の花子
- 花子 (グラフィックソフト) - グラフィックソフト。
- 花子 (小説) - 森鷗外による小説。
- 花子 (コイ) - 史上最年長の鯉